# Мандельштам, Надежда Яковлевна
Наде́жда Я́ковлевна Мандельшта́м (девичья фамилия — Ха́зина; 30 октября 1899[…], Саратов — 29 декабря 1980[…], Москва) — русская писательница, мемуарист, лингвист, преподаватель, жена поэта Осипа Мандельштама.

## Биография
Надежда Яковлевна Мандельштам (урождённая Хазина) родилась 30 октября 1899 года в Саратове, в состоятельной еврейской семье. Её отец, Яков Аркадьевич Хазин (? — 8 февраля 1930), сын ямпольского купца третьей гильдии Хаима-Арона Мортковича Хазина (1807 — 4 декабря 1893, Ямполь), выпускник Санкт-Петербургского университета по юридическому и математическому факультетам, кандидат юридических и математических наук, был присяжным поверенным. Мать, Ревекка (Вера) Яковлевна Рахлина (в замужестве Рахлина-Хазина; 1863 — 17 сентября 1943, Ташкент), окончила Высшие женские медицинские курсы при Медико-хирургической академии в 1886 году со специализацией в гинекологии и работала врачом.
В начале февраля 1888 года в Умани у Я. А. Хазина и его жены родился сын Иоанн, обрезанный 11 февраля согласно иудейскому обряду. Поскольку Я. А. Хазин в 1890-х годах принял православие, а его жена оставалась записана по иудейскому вероисповеданию, они далее жили в гражданском браке. В 1897 году был крещён их пятилетний сын Александр (31 декабря 1892, Умань — 1920).
Родители покинули Умань не ранее середины 1897 года и поселились в Саратове, где отец получил место присяжного поверенного округа Саратовской судебной палаты. Надежда была младшим ребёнком в многодетной семье. Кроме неё и их старшего сына Александра, в семье Хазиных росли сын Евгений (1893—1974) и старшая дочь Анна (1888?—1938). 
В 1902 году семья переехала в Киев, где 20 августа того же года отец был записан присяжным поверенным округа Киевской судебной палаты. Там, 14 августа 1909 года, Надежда поступила в частную женскую гимназию Аделаиды Жекулиной на Большой Подвальной, дом 36. Скорее всего, гимназия была выбрана родителями как наиболее близкое учебное заведение к месту проживания семьи (улица Рейтарская, дом 25). Особенностью гимназии Жекулиной было обучение девочек по программе мужских гимназий. Успешно сдав вступительные испытания, Надежда, тем не менее, училась средне. Она имела оценку «отлично» по истории, «хорошо» — по физике и географии и «удовлетворительно» по иностранным языкам (латинский, немецкий, французский, английский).
В детстве Надежда несколько раз посещала вместе с родителями страны Западной Европы — Германию, Францию и Швейцарию.
После окончания гимназии Надежда поступила на юридический факультет университета Святого Владимира в Киеве, однако учёбу бросила. В годы революции училась в мастерской известной художницы А. А. Экстер.

1 мая 1919 года в киевском кафе «Х. Л. А. М.» Н. Я. знакомится с О. Э. Мандельштамом. Начало романа известного поэта с молодой художницей зафиксировал в своём дневнике литературовед А. И. Дейч: 
Появилась явно влюблённая пара — Надя Х. и О. М. Она с большим букетом водяных лилий, видно, были на днепровских затонах .
В 1922 году они поженились.

### «Товарищ чёрных дней»
16 мая 1934 года Осип Мандельштам был арестован за написание и чтение стихов и помещён во внутреннюю тюрьму здания ОГПУ на Лубянской площади. 26 мая 1934 года, на Особом совещании при Коллегии ОГПУ Осип Мандельштам был приговорён к высылке на три года в Чердынь. Надежда Яковлевна была вызвана на совместный с мужем допрос, на котором ей было предложено сопровождать мужа в ссылку. Вскоре после прибытия в Чердынь, первоначальное решение было пересмотрено. Ещё 3 июня она сообщила родственникам поэта, что Мандельштам в Чердыни «психически болен, бредит». 5 июня 1934 г. Н. И. Бухарин пишет письмо И. В. Сталину, где сообщает о тяжёлом положении поэта. В итоге 10 июня 1934 г. дело было пересмотрено и вместо ссылки Осипу Мандельштаму разрешили проживание в любом выбранном им городе СССР, кроме 12 крупных городов (в список запрещённых входили Москва, Ленинград, Киев и др.). Следователь, вызвавший супругов, чтобы сообщить им эту новость, потребовал, чтобы они выбрали город при нём, не раздумывая. Вспомнив, что в Воронеже живёт их знакомый, они решили уехать туда. В Воронеже они познакомились с поэтом С. Б. Рудаковым и преподавателем Воронежского авиатехникума Н. Е. Штемпель. С последней Н. Я. Мандельштам поддерживала дружеские отношения на протяжении всей жизни. Все эти и последующие за ними события подробно описаны в книге Надежды Яковлевны «Воспоминания».
После второго ареста, произошедшего в ночь с 1 на 2 мая 1938 года, поэт был отправлен в пересыльный лагерь под Владивостоком, где и умер.

### Годы скитаний
Десятилетиями эта женщина находилась в бегах, петляя по захолустным городишкам Великой империи, устраиваясь на новом месте лишь для того, чтобы сняться при первом же сигнале опасности. Статус несуществующей личности постепенно стал её второй натурой. Она была небольшого роста, худая. С годами она усыхала и съёживалась больше и больше, словно в попытке превратить себя в нечто невесомое, что можно быстренько сложить и сунуть в карман, на случай бегства. Также не имела она никакого имущества. Книги, даже заграничные, никогда не задерживались у неё надолго. Прочитав или просмотрев, она тут же отдавала их кому-нибудь, как собственно и следует поступать с книгами. В годы её наивысшего благополучия, в конце 1960-х — начале 1970-х, в её однокомнатной квартире, на окраине Москвы, самым дорогостоящим предметом были часы с кукушкой на кухонной стене. Вора бы здесь постигло разочарование, как, впрочем, и тех, кто мог явиться с ордером на обыск. Отщепенка, беженка, нищенка-подруга, как называл её в одном из своих стихотворений Мандельштам, и чем она, в сущности, и осталась до конца жизни.
— Иосиф Бродский. Из некролога
После гибели мужа Надежда Яковлевна, опасаясь ареста, выехала с матерью в Калинин. Кроме того, она посвящает свою жизнь сохранению поэтического наследия мужа. Опасаясь обысков и ареста вместе с рукописями Осипа Мандельштама, она заучивает его стихи и прозу наизусть.
Начало Великой Отечественной войны застало Н. Я. Мандельштам в Калинине. Эвакуация, по её воспоминаниям, была стремительной и «страшно трудной». Вместе с матерью ей удалось сесть на судно и сложным путём добраться до Средней Азии. Перед отъездом она собрала рукописи покойного мужа, но часть документов вынуждена была оставить в Калинине. Сначала Н. Я. Мандельштам оказалась в посёлке Муйнак в Кара-Калпакии, затем переехала в колхоз возле села Михайловка Джамбульской области. Там весной 1942 года её обнаружил Е. Я. Хазин. Уже летом 1942 года Н. Я. Мандельштам при содействии А. А. Ахматовой перебирается в Ташкент. Предположительно это произошло около 3 июля 1942 года. В Ташкенте же она сдала экстерном экзамены за университет. В первое время Н. Я. Мандельштам преподавала иностранные языки в Центральном доме художественного воспитания детей. В мае 1944 года начинает работать в Среднеазиатском государственном университете преподавателем английского языка.
В 1949 году Н. Я. Мандельштам перебирается из Ташкента в Ульяновск. Там она работает преподавателем английского языка в местном пединституте. В феврале 1953 года Н. Я. Мандельштам увольняют из института в рамках кампании по борьбе с космополитизмом. Поскольку увольнение практически совпало со смертью Сталина, серьёзных последствий удалось избежать.
Благодаря посредничеству влиятельного советского поэта А. А. Суркова она получает место преподавателя в Читинском педагогическом институте, где работает с сентября 1953 по август 1955 года.
С сентября 1955 по 20 июля 1958 года Н. Я. Мандельштам преподавала в Чувашском педагогическом институте, где заведовала кафедрой английского языка. В 1956 году под руководством В. М. Жирмунского она защитила кандидатскую диссертацию по английской филологии на тему «Функции винительного падежа по материалам англо-саксонских поэтических памятников».
Летом 1958 года Н. Я. Мандельштам выходит на пенсию и перебирается в Тарусу, небольшой город, находящийся в 101 км от Москвы, что давало возможность селиться там бывшим политическим заключённым. Это сделало Тарусу популярным местом у диссидентствующей интеллигенции. Неформальным лидером в среде местной интеллигенции был К. Г. Паустовский, который, имея связи в Москве, смог привлечь внимание властей к проблемам провинциального города. В Тарусе Н. Я. Мандельштам начала писать свои «Воспоминания». В 1961 году, воспользовавшись послаблениями сверху, в Калуге издали сборник «Тарусские страницы», где Н. Я. Мандельштам опубликовалась под псевдонимом «Яковлева».
В 1962 году, неудовлетворённая скромной пенсией, она устраивается преподавателем факультета иностранных языков в Псковский государственный педагогический институт, где работает до 1964 года. В Пскове она тесно общается с филологами, преподавателями пединститута С. М. Глускиной и Е. А. Майминым, священником Сергеем Желудковым.

### Возвращение в Москву
В ноябре 1965 года при участии Фриды Вигдоровой (к моменту её переезда уже покойной) Надежде Мандельштам удаётся перебраться в собственную московскую однокомнатную кооперативную квартиру (деньги на которую ей дал Константин Симонов) на Большой Черёмушкинской улице, где она и прожила до конца жизни. В своей небольшой квартире она устроила что-то вроде общественно-литературного салона, который регулярно посещала столичная интеллигенция (Ю. Фрейдин, А. Синявский, В. Шаламов, В. Муравьёв, С. Аверинцев, Б. Мессерер, Б. Ахмадулина и др.), а также западные слависты (К. Браун, Дж. Малмстад (англ. Malmstad), Пегги Трупин (англ. Troupin) и др.), интересовавшиеся русской литературой и творчеством О. Э. Мандельштама.
В 1960-е годы Надежда Яковлевна пишет книгу «Воспоминания» (первое книжное издание: Нью-Йорк, изд-во Чехова, 1970). Тогда же, в середине 1960-х гг., вдова поэта начинает тяжбу с известным искусствоведом, коллекционером и литератором Н. И. Харджиевым. Поссорившись из-за архива О. Э. Мандельштама и интерпретации отдельных стихотворений поэта, Надежда Яковлевна решила сама написать свой комментарий к стихам своего мужа. Эта работа была завершена к середине 1970-х гг.
В начале 1970-х выходит новый том мемуаров Н. Я. — «Вторая книга» (Париж: YMCA-PRESS, 1972), который вызвал неоднозначную реакцию.
Незадолго до смерти Мандельштам за рубежом издаётся «Книга третья» (Париж: YMCA-PRESS, 1978).
Многие годы была близкой подругой Анны Ахматовой. После смерти поэтессы в 1966 г. написала о ней воспоминания (первая полная публикация — 2007 г.). Драматург А. К. Гладков, читавший черновик рукописи, отмечал неоднозначность трактовки образа Ахматовой у Мандельштам: «А. А. у неё очень живая, но как-то мелковатая, позёрская и явно уступающая автору мемуаров в уме и тонкости. Совершенно новая трактовка истории брака с Гумилёвым: она его никогда не любила».

### Смерть
На протяжении 1970-х гг. здоровье Мандельштам неуклонно ухудшалось. Она редко выходила из дома, помногу отлёживалась. Однако до конца десятилетия Мандельштам была в состоянии принимать знакомых и близких у себя дома.
В 1979 году проблемы с сердцем обострились. Её активность пошла на спад, помощь оказывали лишь самые близкие люди. В начале декабря 1980 года, на 81-м году жизни, Мандельштам был прописан строгий постельный режим, вставать с постели запрещалось. По инициативе одного из самых близких людей, Ю. Л. Фрейдина, было устроено круглосуточное дежурство. Дежурить возле умирающей Мандельштам было доверено самым близким ей людям.
Ночью 29 декабря 1980 года в дежурство Веры Лашковой Надежда Яковлевна Мандельштам умерла. Отпевали Мандельштам по православному обряду, прощание состоялось 1 января 1981 г. в церкви Знамения Божьей Матери на Фестивальной ул., 6 (у станции метро «Речной вокзал»).

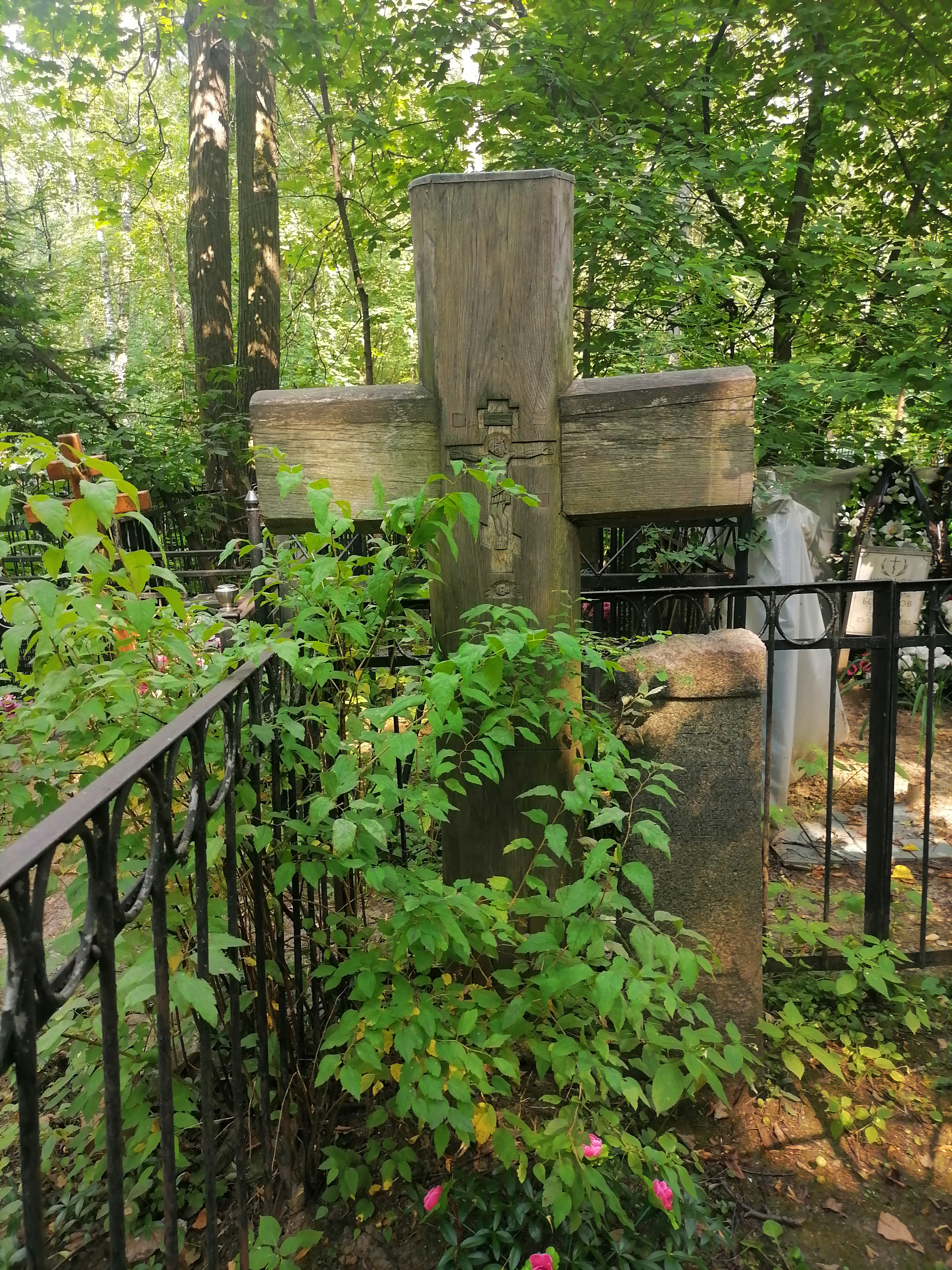
Могила на Кунцевском кладбище

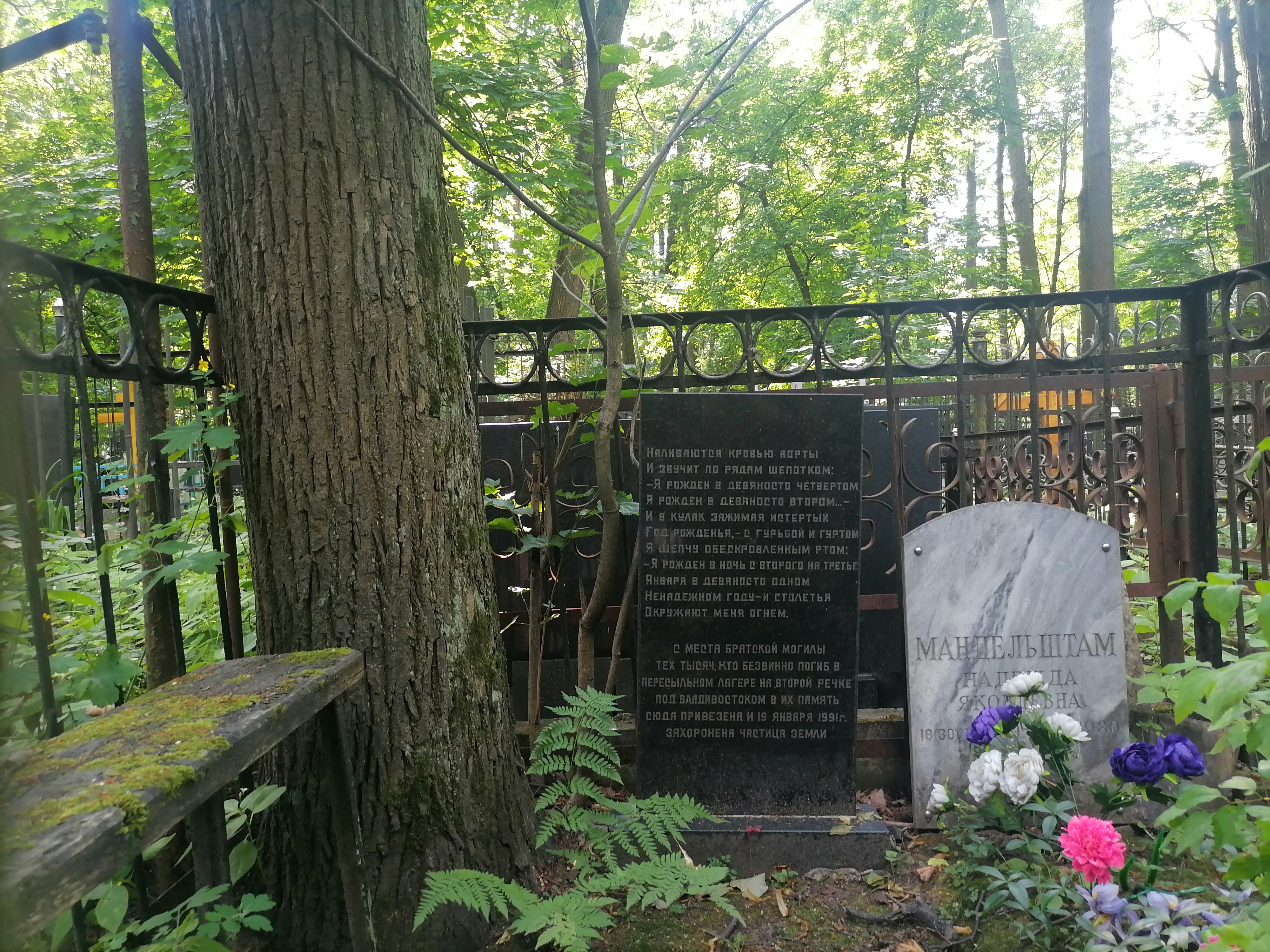
Могила на Кунцевском кладбище

Похоронена 2 января 1981 г. на Кунцевском кладбище (3 уч., старая территория).

## Наследие
Мемуары Н. Я. Мандельштам были признаны не только незаменимым источником в изучении творчества О. Э. Мандельштама, но и значительным свидетельством о советской эпохе, и особенно сталинском времени. Литературные достоинства её книг были высоко оценены многими литературоведами и писателями (Андреем Битовым, Беллой Ахмадулиной, Сергеем Аверинцевым и другими). Бродский сравнил два тома её воспоминаний с «Судным днём на Земле для её века и для литературы её века».

## Рецепция
Споры о значении и объективности работ Надежды Мандельштам начались сразу же после их выхода в свет. Многие из тех, кто знал семью Мандельштам лично, раскололись на два враждебных лагеря. Одни защищают право Н. Я. Мандельштам на суд не только эпохи, но и конкретных людей, другие обвиняют вдову поэта в сведении счётов с современниками, клевете и искажении действительности (особенно это касалось «Второй книги»). Известный историк литературы Э. Г. Герштейн в своих мемуарах дала резкую отповедь оценкам Мандельштам во «Второй книге», выставив вдове поэта встречные претензии. Писатель и мемуарист Лидия Чуковская в своей незавершенной книге «Дом поэта» также подробно и доказательно анализирует «Вторую книгу», приводя множество неточностей и искажений как в цитировании поэтических текстов, так и в биографических данных и личностных оценках упоминаемых в книге современников Н. Я. Мандельштам.
На Западе мемуары Мандельштам получили широкий резонанс. Как «Воспоминания», так и «Вторая книга» были изданы во многих странах.

## Семья
Брат — Евгений Яковлевич Хазин (1893—1974), писатель, был женат на художницах С. К. Вишневецкой и Е. М. Фрадкиной.

## Сочинения
- Мандельштам Н. Я. Воспоминания. Подготовка текста Юрия Фрейдина. Предисловие Николая Панченко. Примечания Александра Морозова. М., «Согласие», 1999. 576 с. ISBN 5-86884-066-6.
- Мандельштам Н. Я. Вторая книга. Предисловие и примечания А. Морозова. Подготовка текста С. Василенко. М., «Согласие», 1999. 750 с. ISBN 5-86884-067-4.
- Мандельштам Н. Я. Третья книга. Сост. Ю. Л. Фрейдин. М., «Аграф» 2006. 559 с. ISBN 978-5-7784-0278-2.
- Мандельштам Н. Я. Об Ахматовой. Составление и вступительная статья П. Нерлера. Серия «Записки Мандельштамовского общества». Том 13. М., «Новое издательство» 2007. 444 с. ISBN 978-5-98379-095-7.
- Мандельштам Н. Я. Собрание сочинений в 2 т. Т. 1: Воспоминания и другие произведения (1958—1967). Т. 2: «Вторая книга» и другие произведения (1967—1979) — Екатеринбург: Гонзо (при участии Мандельштамовского общества), 2014, т. 1 — 864 с., т. 2 — 1008 с.

## Опубликованная переписка
- «В этой жизни меня удержала только вера в Вас и Осю…» Письма Н. Я. Мандельштам А. А. Ахматовой Публ., вступит. заметка, подгот. текстов и коммент. Н. И. Крайневой // Литературное обозрение. — 1991. — № 1. — С. 97—105.
- Переписка Варлама Шаламова и Надежды Мандельштам (1965—1968) Публ. и примеч. И. Сиротинской // Знамя. — 1992. — № 2. — С. 158—177.
- Мандельштам Н. Я. 192 письма к Б. С. Кузину. (1937—1947) // Кузин Б. С. Воспоминания. Произведения. Переписка. СПб.: ИНАПРЕСС, 1999. С. 513—747. ISBN 5-87135-079-8.
- Шаламов В. Т. Новая книга. Воспоминания. Записные книжки. Переписка. Следственные дела. Сост. И. П. Сиротинская. М.: ЭКСМО, 2004.
- Письма Н. Я. Мандельштам к Д. Е. Максимову. Публ., вступит. статья и коммент. Н. Т. Ашинбаевой // Дмитрий Евгеньевич Максимов в памяти друзей, коллег, учеников. К 100-летию со дня рождения. М., «Наука», 2007.
- Нерлер П. «Пусть и мой голос — голос старого друга — прозвучит сегодня около Вас…» Письма Анны Ахматовой Надежде Мандельштам // Wort — Geist — Kultur. Gedenkschrift für Sergej S. Averincev. Series: Russian Culture in Europe. Vol. 2. Wien, 2007. С. 415—428.
- Из переписки Н. Я. Мандельштам (Переписка с А. А. Ахматовой, Н. И. Харджиевым, Н. Е. Штемпель, а также письма к Е. К. Лившиц) // Мандельштам Н. Я. Об Ахматовой. Составление и вступительная статья П. Нерлера. Серия «Записки Мандельштамовского общества». Том 13. Изд. 2-е, исправленное. М., «Три квадрата», 2008. С. 215—386.

## Воспоминания
- Герштейн Э. Надежда Яковлевна // Знамя. — 1998. — № 2.
- Кривошеина Н. Четыре трети нашей жизни. — М. : Русский путь, 1999.
- Осип и Надежда. Мандельштамы в рассказах современников / вступ. ст., подгот. текста и коммент. О. С. Фигурновой, М. В. Фигурновой. — М.: Наталис, 2001.
- Мурина Е. О том, что помню про Н. Я. Мандельштам // Мир искусства: альм. — Вып. 4. — СПб. : Дмитрий Буланин, 2001. — С. 133—173.
- Герштейн Э. Г. Мемуары. — М. : Захаров, 2002.
- «Посмотрим, кто кого переупрямит…»: Надежда Яковлевна Мандельштам в письмах, воспоминаниях, свидетельствах / П. М. Нерлер. — М.: АСТ, 2015. — 736 с. — (Вокруг Осипа Мандельштама). — 10 000 экз. — ISBN 978-5-17-093737-0.[43]
- Карл Проффер. Надежда Мандельштам. // Без купюр. Литературные вдовы России С. 23—127. М.: Аст, 2017.

## Память
- 25 мая 2010 года в Санкт-Петербурге (во дворе здания Двенадцати коллегий СПбГУ) был открыт памятник Осипу и Надежде Мандельштам.
- В 2011 году в Амстердаме одна из улиц была названа в память Надежды Мандельштам.
- 25 сентября 2015 года в Амстердаме на улице Надежды Мандельштам был открыт памятник Надежде и Осипу Мандельштам. Создали его скульптор Ситце Беккер и художница Ханнеке де Мунк, внучка норвежского экспрессиониста Эдварда Мунка.